# Philipp Wagner (Philologe)
Philipp Wagner (vollständiger Name Georg Philipp Eberhard Wagner, * 19. März 1794 in Schönbrunn bei Wolkenstein; † 20. Dezember 1873 in Dresden) war ein deutscher Klassischer Philologe und Gymnasiallehrer, der am Kreuzgymnasium in Dresden wirkte (1817–1854). Er ist besonders als Vergilforscher bekannt.

## Leben
Philipp Wagner stammte aus einer Pastorenfamilie. Sein Großvater Johann Georg Wagner (1714–1781) war ab 1744 Feldprediger und ab 1747 Pastor in Schönbrunn gewesen, sein Vater Georg Traugott Wagner (1758–1836) war ebenda ab 1780 stellvertretender Pastor und ab 1782 Pastor; 1796 wechselte er als stellvertretender Pastor nach Mildenau, wo er 1800 die Pfarrstelle erhielt. Von seinen elf Kindern erreichten nur fünf das Erwachsenenalter.
Philipp Wagner besuchte ab 1808 die Landesschule Pforta und studierte ab 1813 an der Universität Leipzig Klassische Philologie. Dort gehörte er dem philologischen Seminar unter Christian Daniel Beck an, erwarb die Magisterwürde und die Doktorwürde (Dr. phil., 29. Februar 1816). Nach Abschluss seiner Studien veröffentlichte er 1816 eine Edition der anonymen Elegia ad M. Valerium Messalam, einer Elegie der römischen Kaiserzeit. Die erste Anstellung erhielt Wagner im Dezember 1816 als Konrektor am Gymnasium in Guben. Doch bereits zu Michaelis 1817 wechselte er an das Kreuzgymnasium in Dresden, wo er bis an sein Lebensende lebte und wirkte. Zuerst hatte er die vierte Lehrerstelle inne. Im Januar 1833 wurde er zum Konrektor ernannt. Aus Gesundheitsgründen trat er im September 1854 in den Ruhestand, blieb aber noch einige Jahre lang wissenschaftlich tätig. Seine Privatbibliothek versteigerte er 1856.
Wagners Forschungsschwerpunkt waren die Gedichte Vergils und ihre Überlieferung. Die damals maßgebliche Edition von Christian Gottlob Heyne überarbeitete er im Auftrag der Verlagsbuchhandlung und brachte in den Jahren 1830–1841 ihre vierte Auflage in fünf Bänden heraus. Selbständige Beiträge Wagners waren die Quaestiones Virgilianae im vierten Band sowie der fünfte Band, in dem er Vergils Gedichte in einer (seiner Ansicht nach) ursprünglichen Orthographie präsentierte. Gewissermaßen als Beiwerke zu dieser Edition veröffentlichte Wagner Spezialstudien zu antiken Vergilerklärern, Handausgaben und Schulausgaben sowie eine Sammlung von Verbesserungsvorschlägen für den Text (Lectionum Vergilianarum libellus, 1859). Er beschränkte sich jedoch nicht auf Vergil, sondern veröffentlichte auch eine Einführung in die griechische Tragödie und das antike Theater anlässlich einer Aufführung von Sophokles’ Antigone (1844).
In Anerkennung seines Lebenswerks wurde Wagner 1866 zum Ritter des königlich-sächsischen Albrechts-Ordens geschlagen.

## Schriften (Auswahl)
- Elegia ad M. Valer. Corvinum Messalam. Edidit commentatione de auctore et observationibus instruxit G. Phil. Eberh. Wagner. Leipzig 1816
- Publius Virgilius Maro varietate lectionis et perpetua adnotatione illustratus a Christ. Gottl. Heyne. Editio quarta. 5 Bände, Leipzig / London 1830–1841
- Die griechische Tragödie und das Theater zu Athen. Einleitung zum Vortrage der Antigone des Sophokles in der Gesellschaft Albina zu Dresden. Dresden / Leipzig 1844
- P. Virgili Maronis carmina breviter enarravit Philippus Wagner. Leipzig 1845
  - editio altera auctior et emendatior (1849)
  - editio teria superioribus multo praestabilior (1861)
- Commentatio de Junio Philargyro. Pars prior. Dresden 1846 (Schulprogramm)
- Commentatio de Junio Philargyro. Pars altera. Dresden 1847 (Schulprogramm)
- Die Gedichte des P. Virgilius Maro. Lateinischer Text mit deutschen Erläuterungen. 6 Hefte, Leipzig 1849–1850
  - 1. Heft (1849): Vorbemerkung. – Ueber Anlage und Zweck dieser Ausgabe. – Ueber Virgils Leben und Werke. 2 Uebersicht der orthographischen Aenderungen im Texte. – Bedeutung der im Text und in den Erläuterungen gebrauchten Zeichen. – Schriftstellerverzeichniss. – Bucolicon I–X
  - 2. Heft (1849): Georgicon lib. 1–4
  - 3. Heft (1849): Aeneidos lib. I–III. 2., verbesserte Auflage (1866)
  - 4. Heft (1849): Aeneidos lib. IV–VI
  - 5. Heft (1850): Aeneidos lib. VII–IX
  - 6. Heft (1850): Aeneidos lib. X–XII
- Lectionum Vergilianarum libellus. Göttingen 1859